# St. Alban-Teich

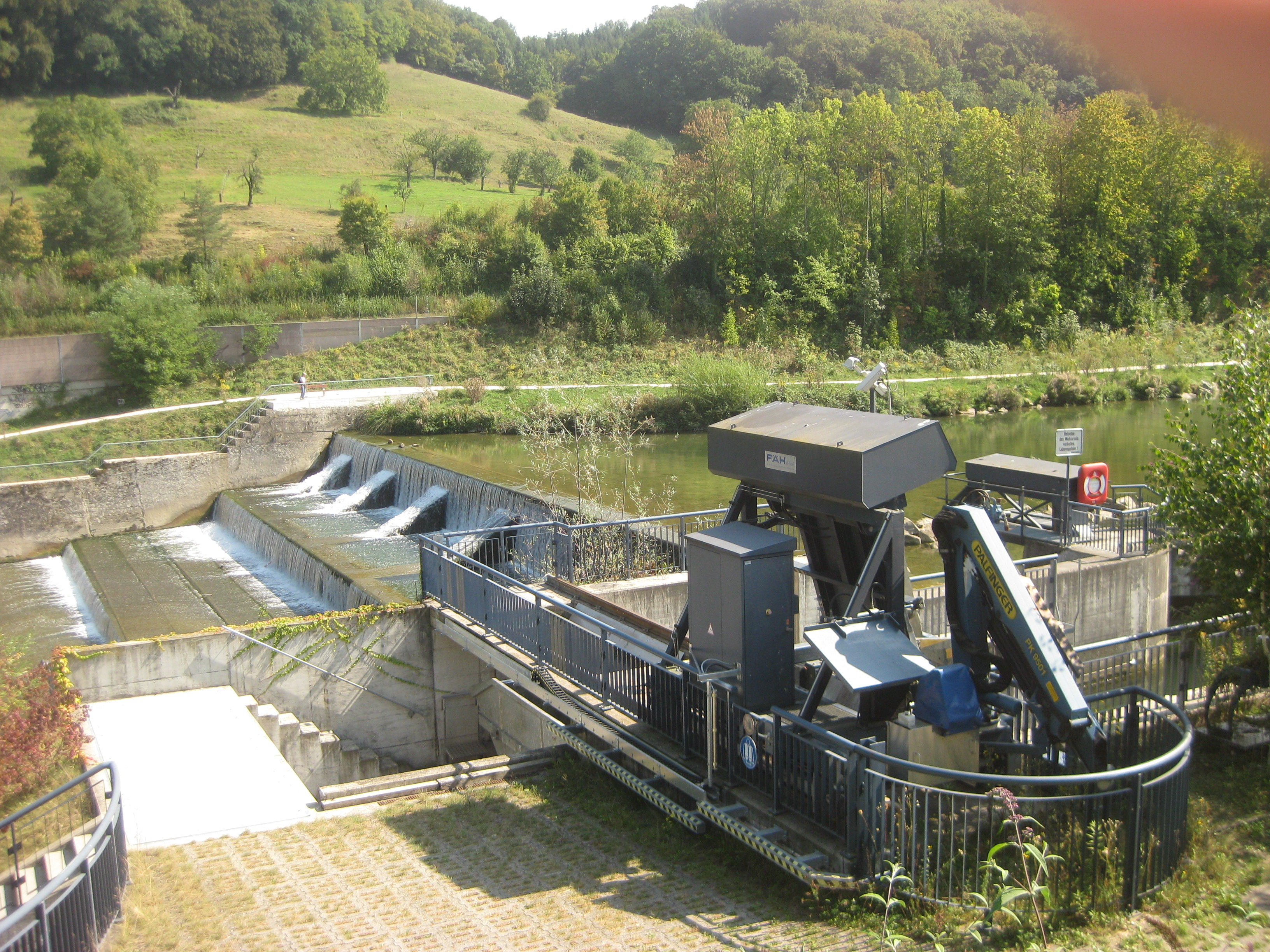
Birswasserfall und Kraftwerk, Neue Welt, in Münchenstein

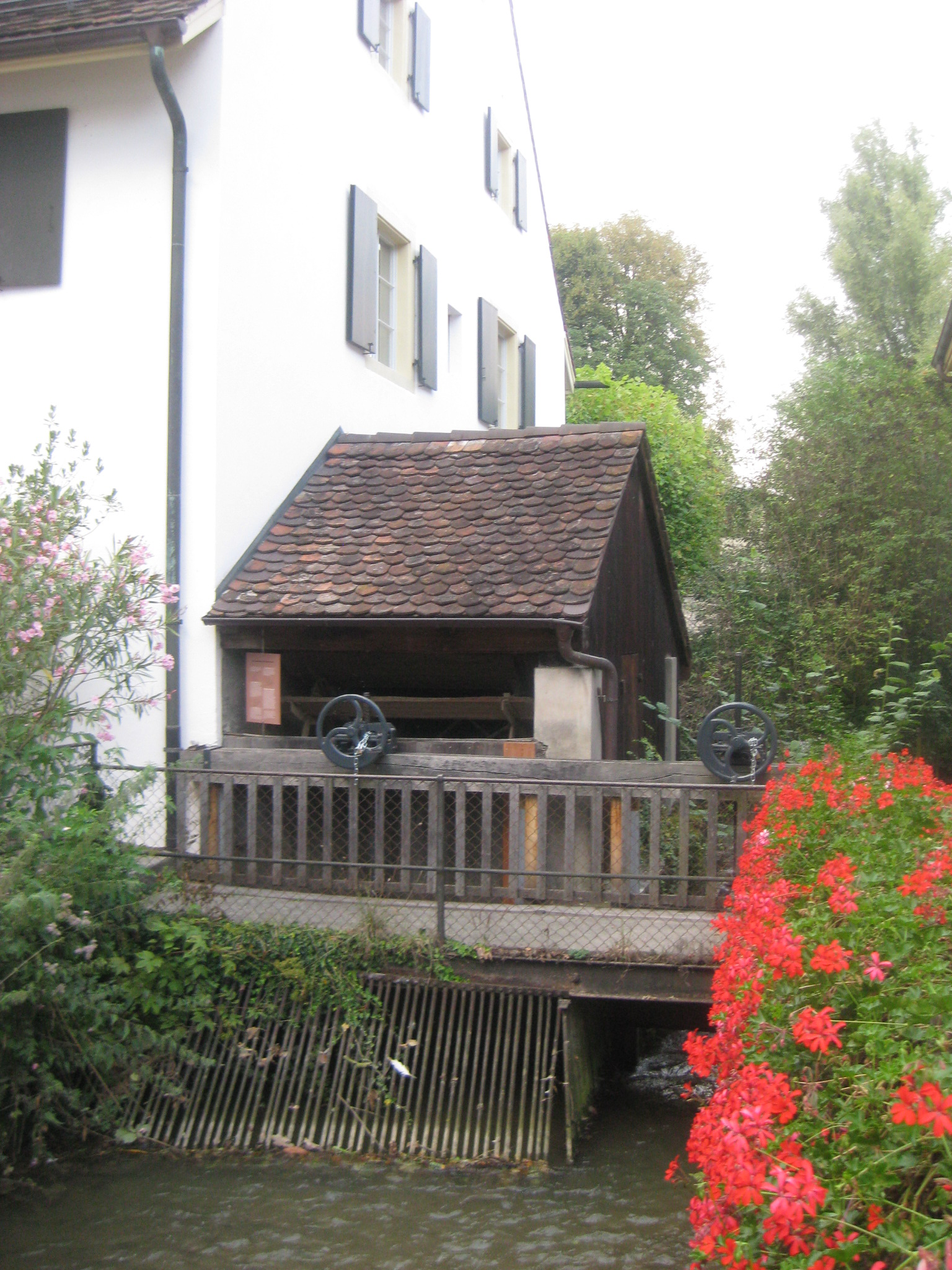
Mühle-Teich beim Mühlemuseum Brüglingen

Der St. Alban-Teich, im Basler Dialekt Dalbedych genannt, ist ein 4,75 km langer und im Hochmittelalter angelegter Gewerbekanal zwischen Münchenstein (im Gebiet Birseck) (Kanton Basel-Landschaft) und Basel (Kanton Basel-Stadt) in der Schweiz.
Bis ins 19. Jahrhundert sicherte der Kanal St. Alban-Teich aufgrund genutzter Wasserkraft einen Grossteil der Basler Energieversorgung. Die kulturhistorische Bedeutung des Kanals ergibt sich aus seiner Verbindung mit der Papierproduktion und den Druckereien Basels, deren technische Reife die Stadt am Ende des 15. und am Anfang des 16. Jahrhunderts zu einem Zentrum des Humanismus machte.

## Verlauf
Das Wasser des Kanals St. Alban-Teich wurde ursprünglich bei St. Jakob an der Birs von einem um 1100 noch bestehenden Seitenarm der Birs abgeleitet. In den Jahren 1624/25 wurde der Kanal durch die Brüglinger Ebene und den Münchensteiner Ortsteil «Neue Welt» bis an das «Birswehr» («Birswasserfall») flussaufwärts verlängert. Dort wird das Birswasser aus dem Staubecken hinter dem Birswehr – nahe der Autobahn A18 etwas nordöstlich der in Münchenstein befindlichen Wartenbergstrasse – von der Birs abgezweigt.
Der St. Alban-Teich fliesst nordwärts in zwei Armen («St. Alban-Teich» und «Mühle-Teich») durch Brüglingen. Gleich wie der Kanal sind auch die beiden dort von ihm gespeisten Weiher künstlich angelegt, aber wesentlich jüngeren Datums. Es handelt sich dabei um den «St. Alban-See» und den «Quellsee», beide entstanden 1980 auf dem Areal der Schweizer Gartenbauausstellung Grün 80 (heute «Stiftung Park im Grünen»). Bei St. Jakob an der Birs vereinigen sich die zwei Arme wieder.
An der historischen Basler Stadtgrenze am St. Alban-Tor teilt sich der St. Alban-Teich erneut: Der «Hintere Teich» und der «Vordere Teich» führen teils offen, teils überdeckt durch das Stadtviertel Basel-St. Alban (im Dialekt Dalbeloch genannt). Beide münden schliesslich zwischen der Wettsteinbrücke im Westen und der Schwarzwaldbrücke im Osten, einer direkt beim Steg des Ankerplatzes «St. Alban-Tal» und einer östlich des Steges der St. Alban-Fähre in den Rhein.

## Allgemeines

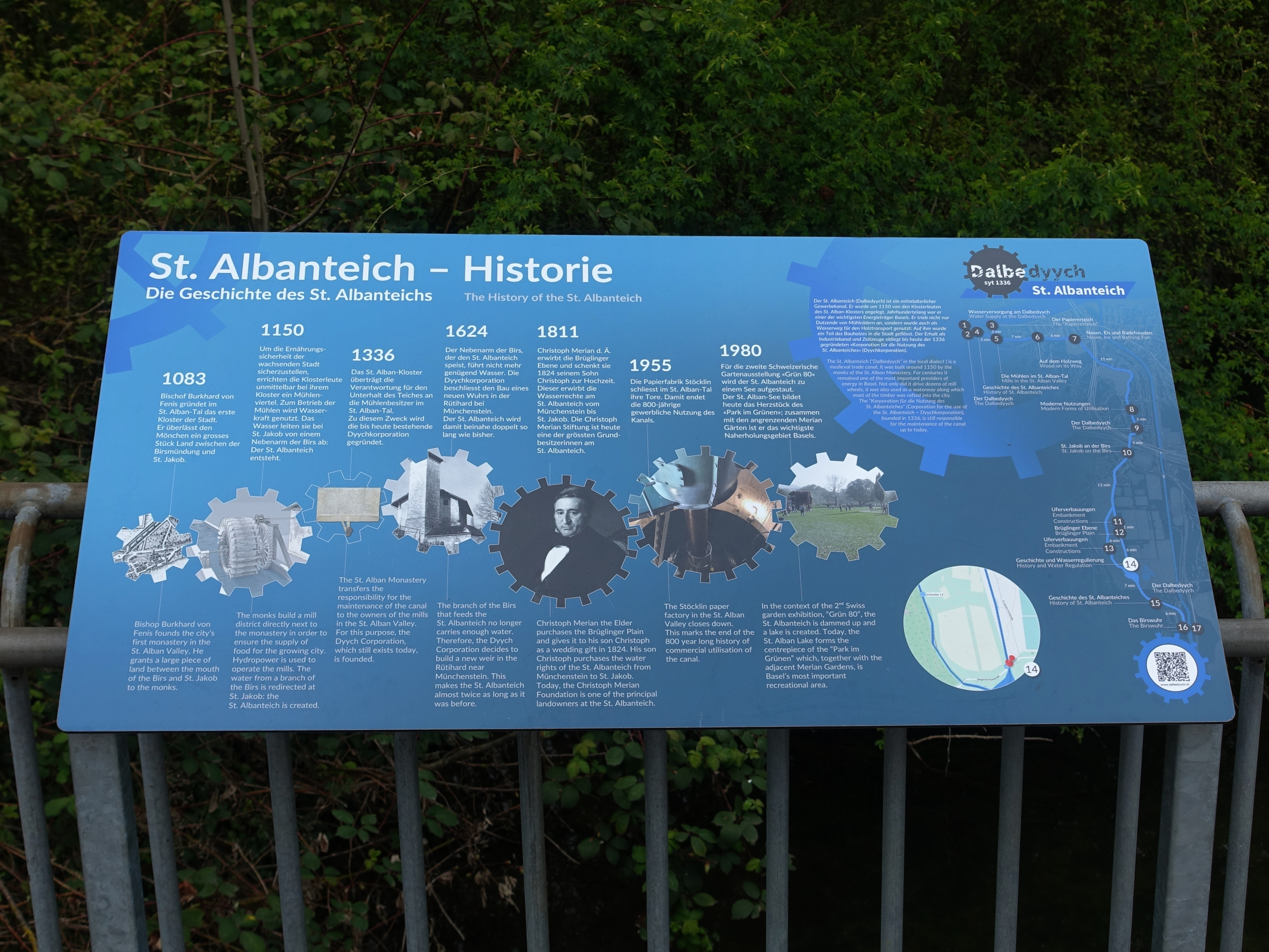
Informationstafel, St. Albanteich-Geschichte

Der Kanal St. Alban-Teich wurde im 12. Jahrhundert vom Basler Kloster St. Alban zum Betreiben von Getreidemühlen künstlich angelegt. Die 1336 gegründete «Korporation zur Nutzung des St. Alban-Teichs» hat bis heute das alleinige Verfügungsrecht über alles Wasser; das Bauwerk selbst ist im öffentlichen Besitz der Einwohnergemeinde Basel (in der Rechtsnachfolge des durch die Reformation aufgelösten Klosters St. Alban). «Statut und Wasserordnung» vom 12. Juni 1964 regeln die Rechtsverhältnisse am St. Alban-Teich. Die wichtigsten Mitglieder der Korporation sind der Kanton Basel-Stadt, die Einwohnergemeinde Basel und die Christoph Merian Stiftung. Seit 2004 sind entlang des Kanals Informationstafeln zu seiner Geschichte eingerichtet.

## Nutzung

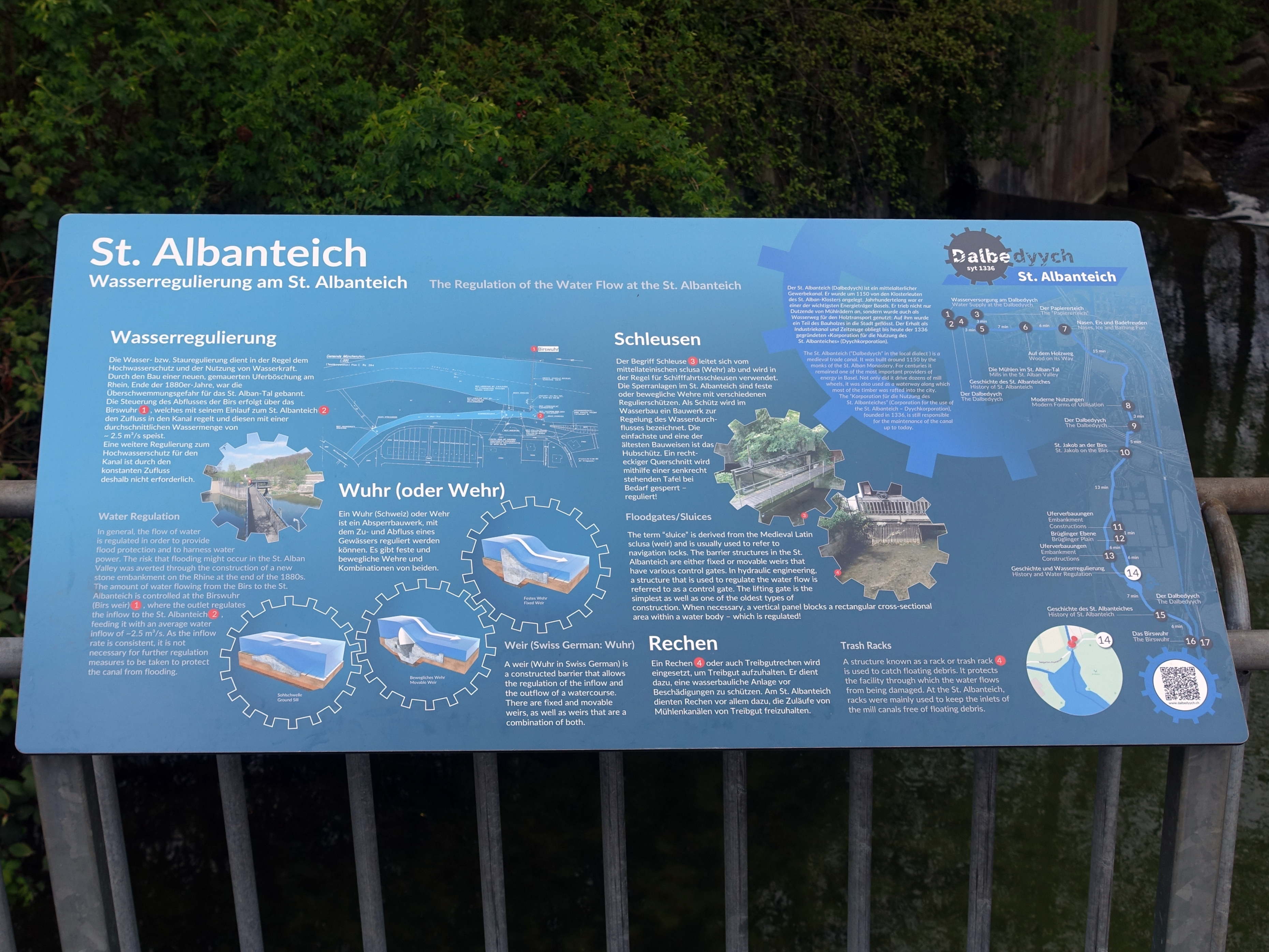
Informationstafel, St. Albanteich

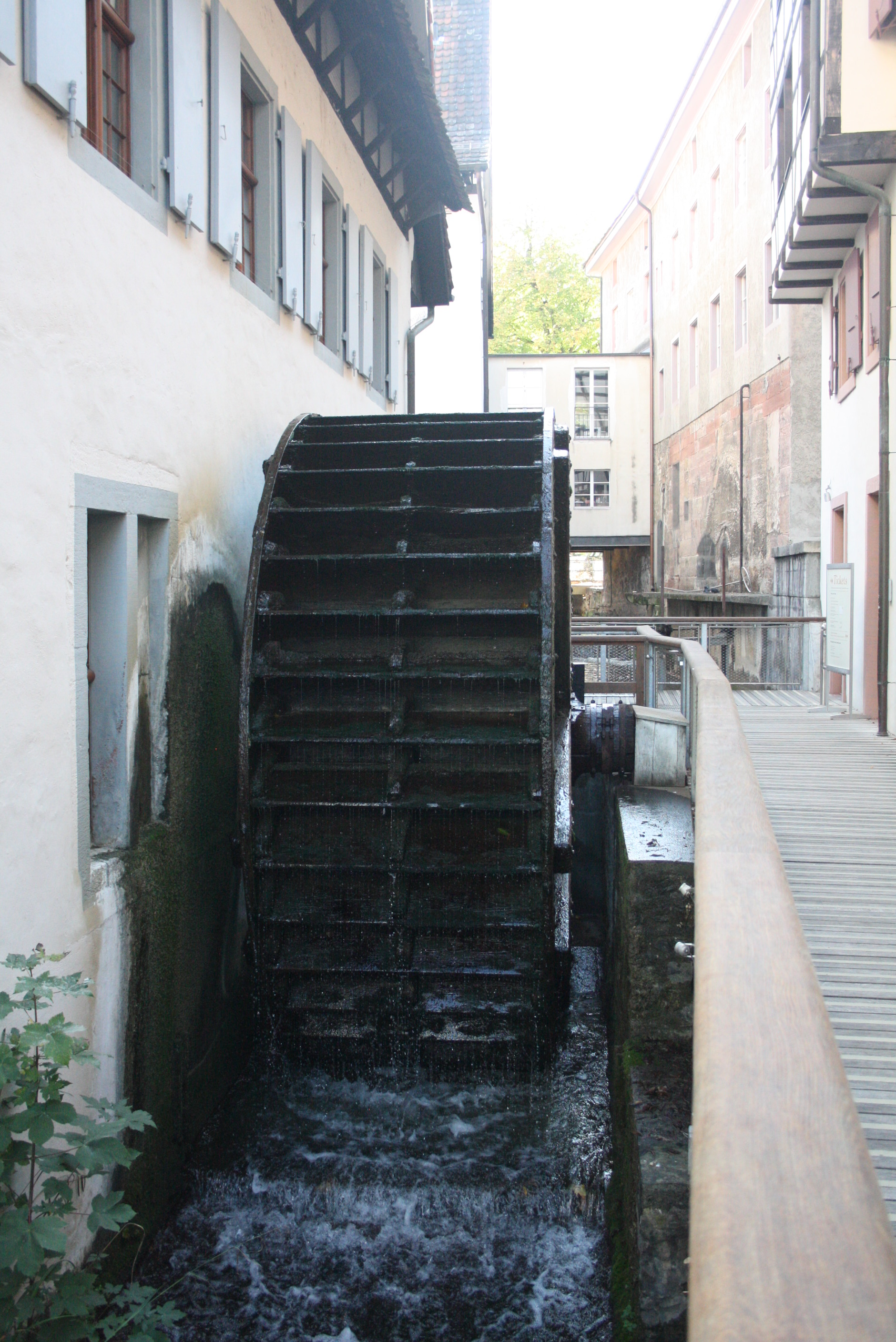
Wasserrad der Papiermühle im St. Alban-Tal

Der St. Alban-Teich ist ein Gewerbekanal, da früher die entlang ihm gebauten über ein Dutzend Wassermühlen verschiedenen Gewerben und Industrien (vor allem Papierherstellung – später Seidenbandfabrikation, Holz-, Metall- und Getreideverarbeitung) dienten (die nutzbare Wasserkraft wird mit über 800 kW berechnet); zudem flösste man auf ihm Baumstämme (auch für die Herstellung von Schindeln) aus dem Jura nach Basel. Während des Basler Konzils (1431–1448) wurde für den intensiven Brief- und Schriftenverkehr mit zehn bereits vorhandenen Mühlen am St. Alban-Teich eine hochqualitative Papierproduktion aufgebaut, die das spätestens ab 1468 in Basel belegte Buchdruckgewerbe weiternutzen konnte. Die Kombination von Papierproduktion und hervorragenden Druckereien (insbesondere Familie Amerbach und Johann Froben) führte dazu, dass viele bedeutende Publikationen des Humanismus (Narrenschiff, Lob der Torheit, Erasmus-Bibel) in Basel erschienen; auch die Basler Wohnsitznahme des Erasmus von Rotterdam ist durch diesen technologisch initiierten Umstand begründet.
Heute treibt die Wasserkraft zwar nur noch die Mühle des Schweizerischen Museums für Papier, Schrift und Druck im St. Alban-Tal und zu Demonstrationszwecken die Getreidemühle des Mühlemuseums in Brüglingen an, aber seit 1998 produziert auch ein neu erbautes Kleinwasserkraftwerk am Teicheinlauf im Ortsteil «Neue Welt» genug Strom für den Jahresverbrauch von rund 1'000 Haushalten. Der Kanal diente zudem der kantonalen Fischereiaufsicht jahrelang als Aufzuchtgewässer für Junglachse. Entsprechend seiner gewerblichen Nutzung ist der St. Alban-Teich aber nicht als Lebensraum angelegt. Er weist einen hohen Verbauungsgrad, fehlende Uferbereiche, monotone Strömungsverhältnisse und zahlreiche Eindolungen auf. Bezeichnenderweise kommen längst nicht alle in der Birs heimischen Tierarten auch im St. Alban-Teich vor. Seit seiner Wiederinbetriebnahme im Jahr 2006 nutzt auch das Brunnwerk in St. Jakob an der Birs als historisches Anschauungsobjekt die Wasserkraft des St. Alban-Teichs für seine Pumpanlage.